# Phaenops
Genre
Phaenops  est un genre d'insectes coléoptères de la famille des Buprestidae, de la sous-famille des Buprestinae.

## Espèces
Selon Fauna Europaea (15 févr. 2015), ce genre comprend les espèces suivantes :
- Phaenops cyanea (Fabricius, 1775)
- Phaenops delagrangei Abeille de Perrin, 1891
- Phaenops formaneki Jakobson, 1913
- Phaenops knoteki Reitter, 1898
- Phaenops sumptuosa Abeille de Perrin, 1904
- Phaenops thessala Obenberger, 1924